# Sveriges kurortsmuseum
Sveriges kurortsmuseum är ett svenskt privatägt kulturhistoriskt museum i Loka brunn i Hällefors kommun.
Begreppet kuranstalt, som en inrättning vid vilken läkarbehandling av sjuka personer äger rum, är belagt på svenska sedan 1820, enligt Svenska Akademiens ordbok och "kurort" sedan 1840. Kurort är en plats för behandling av vissa sjukdomar eller för möten, avkoppling och rekreation. Från 1700-talet och långt in på 1900-talet ingick vanligen brunnsdrickning i en kurortsvistelse.
Bruket att behandla en rad krämpor med olika slags vattenbehandling har sina rötter i antiken. Romarna hade terapeutiska bad i till exempel Aquae Sulis (idag Bath), Aquae Arnementiae (idag Buxton), Aquae Granni (idag Aachen), Aquae Mattiacorum (idag Wiesbaden), Aquae (idag Baden-Baden), Aquae Helveticae (idag Baden i Schweiz). Det återuppstod under medeltiden i Europa, där Spa i Belgien, med heta källor, var en känd kurort på 1300-talet. I Sverige kom sådan verksamhet igång under 1600-tal. Medevi brunn öppnades 1678, Sätra brunn 1700, Ramlösa hälsobrunn 1707 och Loka brunn 1720. 
Sveriges kurortsmuseum, som öppnades 1995, berättar om de svenska kurorternas och brunnarnas historia. Det är inhyst i tre byggnader från 1700-talet. Kurortsmuseet i Loka Brunn ägs av Stiftelsen Kungliga Gyttjebad- och Brunnsanstalten Loka.